# Патріоти (фільм, 2006)
«Патріоти» (фр. Indigènes; араб. بلديون) — французька воєнна драма 2006 року, поставлена режисером Рашидом Бушаребом за власним сценарієм. Стрічка розповідає про Другу світову війну очима арабів в лавах Руху Опору. Світова прем'єра відбулася 25 травня 2006 року на 59-му Каннському міжнародному кінофестивалі, де фільм брав участь в основній конкурсній програмі, виборовши Приз Франсуа Шале. Фільм було номіновано на премію «Оскар» як найкращий іноземний фільм та у 9-ти категоріях на французьку національну кінопремію Сезар, в одній з яких (за найкращий оригінальний сценарій) він отримав перемогу .
Слоган фільму: Справжня історія забутих героїв Другої світової війни.

## Сюжет
Алжир, 1943 рік. Французький генерал закликає місцевих жителів взяти участь у боях за Францію. Після цього вони прибувають до Італії, де стикаються з дискримінацією з боку французьких солдатів і після короткого інструктажу солдатів посилають захопити висоту, контрольовану німцями.
Після боїв в Італії проводиться операція Операція «Драгун», в якій беруть участь і алжирські бійці. У звільненому Марселі Мессауд (Рошді Зем) знайомиться з француженкою Ірен, між ними спалахують почуття. Дискримінація алжирців триває. Після перестрілки зі своїм сержантом, Абделькадера (Самі Буажила) саджають під варту. Він невдоволений тим, що з арабами погано поводяться. Полковник обіцяє їм в усьому розібратися.
Чотирьом солдатам — Саїду (Жамель Деббуз), Абделькадеру, Яссіру (Самі Насері) і Мессауду — наказують утримувати невелике село в Ельзасі. Згодом сюди прибуває взвод німецьких солдатів. Після нерівного бою Абделькадер, єдиний хто вижив, біжить до найближчого сараю і намагається сховатися в ньому. У критичний момент підходять тубільні солдати і звільняють містечко.
Після війни Абделькадер приходить на цвинтар, знаходить своїх друзів і молиться на їхніх могилах.

## У ролях
| Жамель Деббуз  | ···· | Саїд Отмарі             |
| Самі Насері    | ···· | Яссір                   |
| Рошді Зем      | ···· | Мессауд                 |
| Самі Буажила   | ···· | Абделькадер             |
| Бернар Бланкан | ···· | сержант Роджер Мартінес |
| Матьє Сімоне   | ···· | капрал Леру             |

| Ассаад Буаб    | ···· | Лабрі         |
| Бенуа Жирос    | ···· | капітан Дюр'є |
| Мелані Лоран   | ···· | Маргеріт      |
| Антуан Чаппі   | ···· | полковник     |
| Орелі Ельтведт | ···· | Ірен          |
| Тома Лангманн  | ···· | журналіст     |

## Визнання
| Нагороди та номінації фільму „Патріоти“ | Нагороди та номінації фільму „Патріоти“ | Нагороди та номінації фільму „Патріоти“              | Нагороди та номінації фільму „Патріоти“                             | Нагороди та номінації фільму „Патріоти“ | Нагороди та номінації фільму „Патріоти“ |
| Рік                                     | Кінофестиваль/кінопремія                | Категорія/нагорода                                   | Номінант                                                            | Результат                               |                                         |
| --------------------------------------- | --------------------------------------- | ---------------------------------------------------- | ------------------------------------------------------------------- | --------------------------------------- | --------------------------------------- |
| 2006                                    | 59-й Каннський кінофестиваль            | Золота пальмова гілка                                | Патріоти                                                            | Номінація                               |                                         |
| 2006                                    | 59-й Каннський кінофестиваль            | Приз Франсуа Шале                                    | Патріоти                                                            | Перемога                                |                                         |
| 2006                                    | 59-й Каннський кінофестиваль            | Приз за найкращу чоловічу роль                       | Жамель Деббуз, Самі Насері, Рошді Зем, Самі Буажила, Бернар Бланкан | Перемога                                |                                         |
| 2006                                    | Міжнародний кінофестиваль у Чикаго      | Срібний Г'юго — Спеціальний приз журі                | Патріоти                                                            | Перемога                                |                                         |
| 2006                                    | Міжнародний кінофестиваль у Чикаго      | Приз глядацьких симпатій за найкращий художній фільм | Патріоти                                                            | Перемога                                |                                         |
| 2006                                    | Національна рада кінокритиків США       | ТОП-5 іноземних фільмів                              | Патріоти                                                            | включення                               |                                         |
| 2006                                    | Міжнародний кінофестиваль у Вальядоліді | Приз глядацьких симпатій                             | Патріоти                                                            | Перемога                                |                                         |
| 2007                                    | Премія «Оскар»                          | Найкращий іноземний фільм                            | Патріоти                                                            | Номінація                               |                                         |
| 2007                                    | Премія «Сезар»                          | Найкращий фільм                                      | Патріоти                                                            | Номінація                               |                                         |
| 2007                                    | Премія «Сезар»                          | Найкращий режисер                                    | Рашид Бушареб                                                       | Номінація                               |                                         |
| 2007                                    | Премія «Сезар»                          | Найкращий оригінальний сценарій                      | Рашид Бушареб                                                       | Перемога                                |                                         |
| 2007                                    | Премія «Сезар»                          | Найкраща операторська робота                         | Патрік Блосьє                                                       | Номінація                               |                                         |
| 2007                                    | Премія «Сезар»                          | Найкращий монтаж                                     | Яннік Керґоа                                                        | Номінація                               |                                         |
| 2007                                    | Премія «Сезар»                          | Найкращі декорації                                   | Домінік Дуре                                                        | Номінація                               |                                         |
| 2007                                    | Премія «Сезар»                          | Найкращий дизайн костюмів                            | Мішель Ріше                                                         | Номінація                               |                                         |
| 2007                                    | Премія «Сезар»                          | Найкраща музика до фільму                            | Арман Амар                                                          | Номінація                               |                                         |
| 2007                                    | Премія «Сезар»                          | Найкращий звук                                       | Тома Годер, Олів'є Еспель, Франк Рубіо, Олів'є Вальчак              | Номінація                               |                                         |
| 2007                                    | Премія «Люм'єр»                         | Найкращий сценарій                                   | Патріоти                                                            | Перемога                                |                                         |
| 2007                                    | Премія «Незалежний дух»                 | Найкращий іноземний фільм                            | Патріоти                                                            | Номінація                               |                                         |
| 2007                                    | Золота зірка кіно                       | Найкращий фільм                                      | Патріоти                                                            | Перемога                                |                                         |